# Abdelhamid Ben Badis

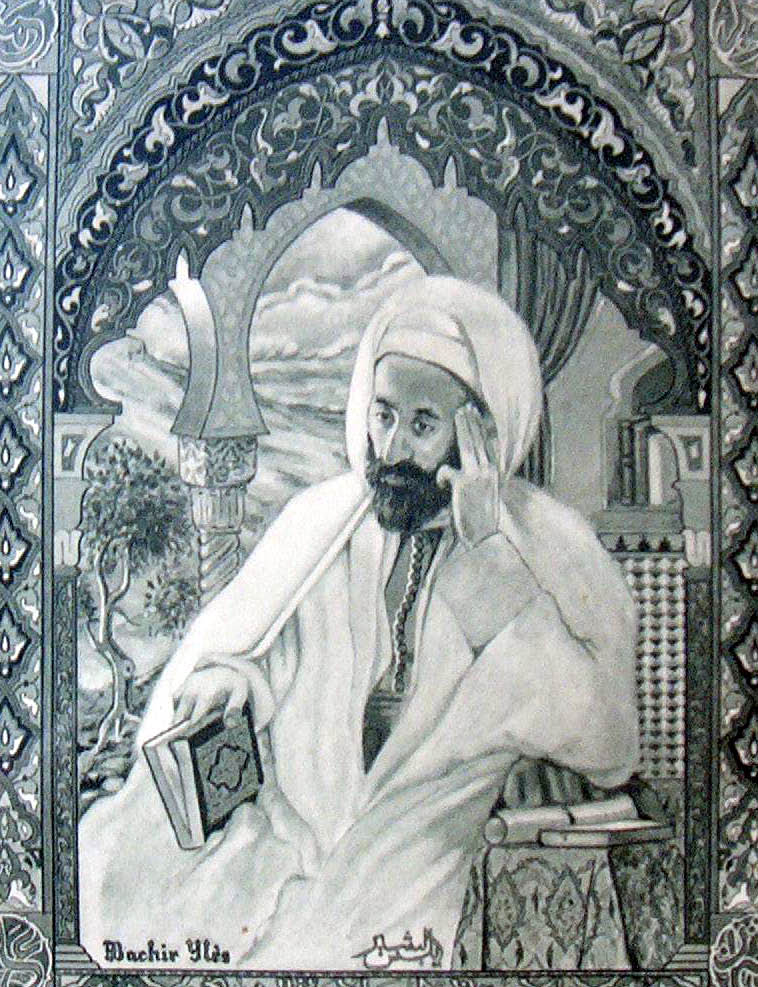
Abdelhamid Ben Badis in einer Miniaturmalerei von Bachir Yellès

Abdelhamid Ben Badis (* 4. Dezember 1889 in Constantine, Französisch-Algerien; † 16. April 1940 in Constantine) war ein sunnitischer Religionsgelehrter in Algerien während der französischen Kolonialherrschaft. Er war Teil einer Bewegung von reformistischen Religionsgelehrten, welche gegen die von Frankreich kooptierten religiösen Notablen den algerischen Nationalismus auf religiöser Basis unterstützten.

## Leben
Abdelhamid Ben Badis Vater und Großvater waren hochrangige Würdenträger des Kolonialstaats. Sie gehörten der Dynastie der Ziriden an. Einer seiner Brüder studierte in Frankreich Jura und arbeitete als Rechtsanwalt. Ben Badis durchlief eine private, traditionelle Ausbildung und studierte zum islamischen Religionsgelehrten an der Madrasa der Ez-Zitouna-Moschee in Tunis. Danach unternahm er eine Bildungsreise durch den Nahen Osten und ließ sich schließlich wieder in Algerien nieder.
1925 begründete Ben Badis die Zeitschrift Al Muntaqid, welche wegen Artikeln, welche mit den Aufständischen im Rifkrieg sympathisierten, von den Kolonialbehörden verboten wurde. Nach dem Verbot gründete er die monatlich erscheinende Zeitschrift Al-Schihab, welche bis am Vorabend des Zweiten Weltkriegs ein zentrales Publikationsorgan der reformistischen Rechtsgelehrten in Algerien darstellte. 1936 konstatierte Ben Badis darin die Eigenständigkeit der algerischen Nation und ihre Unvereinbarkeit mit einer Integration in die französische Nation. Die Zeitschrift Al Schihab wurde von den französischen Behörden aufgrund der sich abzeichnenden Kriegsgefahr präventiv verboten.
1931 war Ben Badis ein Begründer und erstes Oberhaupt der Vereinigung der algerischen muslimischen Rechtsgelehrten. Die Organisation setzte vor allem auf eine reformierte Schulausbildung an konfessionellen privaten Schulen mit dem Ziel der Bildung in arabischer Sprache im Gegensatz zu den Bestrebungen der Kolonialmacht.